# Callimation
Callimation – rodzaj chrząszczy z rodziny kózkowatych. 

## Zasięg występowania
Przedstawiciele tego rodzaju występują w Afryce od Gwinei i Tanzanii na płn. po Kamerun i Malawi na płd. oraz na Madagaskarze.

## Systematyka
Do Callimation należą 4 gatunki:
- Callimation apicale
- Callimation corallinum
- Callimation pontificum
- Callimation venustum